# Calosoma morrisoni
Calosoma morrisoni är en skalbaggsart som beskrevs av Horn. Calosoma morrisoni ingår i släktet Calosoma och familjen jordlöpare. Inga underarter finns listade i Catalogue of Life.